# Felipe Senillosa
Felipe Fernando Mariano Senillosa (Castellón de la Plana, España, 29 de mayo de 1790 - Buenos Aires, 20 de abril de 1858) fue un agrimensor, ingeniero, docente, investigador y político argentino de origen español.

## Biografía
Estudió matemáticas en la Universidad de Alcalá de Henares. Durante la Guerra de Independencia Española se unió al ejército y participó en varias batallas en defensa de su país. Participó del sitio de Zaragoza y ascendió rápidamente en el escalafón. En 1809 fue tomado prisionero por los ejércitos de Napoleón Bonaparte, permaneciendo prisionero hasta el año 1813. Cuando recuperó la libertad prestó servicios como topógrafo al ejército francés. Los españoles estaban reconquistando su país, por lo que en 1815 debió huir a Inglaterra para no ser enjuiciado como traidor a su país.
En Londres conoció a Manuel Belgrano y Bernardino Rivadavia, embajadores de las Provincias Unidas del Río de la Plata, que lo convencieron de viajar a Buenos Aires para mejorar la educación del país.
Llegó a Buenos Aires a mediados de 1815 y fundó el periódico Los amigos de la patria y de la juventud, como medio de propaganda a favor de la educación pública. Desde el año siguiente dirigió la Academia de Matemáticas, que había sido creada tres años antes, pero que nunca había funcionado. Publicó un texto de Gramática española y un tratado de aritmética elemental.
En 1817 se casó con Pastora Botet, una chica de entonces 17 años, quien tuvo un papel destacado en la Sociedad de Beneficencia a partir de 1830. Tuvieron cinco hijos: Sofía, Elvira, Carolina, Pastor y Felipe.
Después de la fundación de la Universidad de Buenos Aires en 1821, la Academia de Matemáticas fue anexada a la misma, continuando bajo la dirección de Senillosa; allí dictó la cátedra de geometría, dependiente del departamento de ciencias exactas. Para esta cátedra escribió un Programa del curso de geometría, un apunte de cátedra que constituyó su trabajo científico más importante. Su curso de matemática fue el más avanzado que hasta entonces se hubiera dictado en el país, e incluía nociones de cálculo diferencial e integral.
En 1824 fue designado miembro de la Comisión Topográfica, que años más tarde se transformaría en el Departamento Topográfico, y Senillosa en su presidente. Trabajó en la zona sur de la provincia de Buenos Aires en las defensas de la frontera. Entre 1826 y 1828 se encargó de levantar planos de muchos pueblos del sur, así como algunos planos catastrales. Tuvo que requerir apoyo militar, dado que estaba cerca de territorio de los indígenas, y a su cargo estuvieron los coroneles Juan Lavalle y Juan Manuel de Rosas.
Senillosa confeccionó los planos con  el que fue construido el primer templo en San José de Flores, inaugurado el 11 de diciembre de 1831, con asistencia del gobernador Rosas. Un dibujo de 1840 de Carlos E. Pellegrini lo ilustró.
Un año después también le fue encomendada la construcción de la nueva iglesia Nuestra Señora de la Merced, patrona de la ciudad de Chascomús, que fuera edificada por una comisión de vecinos del pago entre los que se destacó el general Eustoquio Díaz Vélez.
En ese mismo año, 1832, fue elegido diputado provincial por el partido federal y se unió al grupo de leales al caudillo federal apostólico, Juan Manuel de Rosas. Escribió un tratado breve, la "Memoria sobre los pesos y medidas", publicado en 1835, y dedicado a Rosas. Pese a su amistad con Rosas, se opuso a votar las facultades extraordinarias para el gobernador.
Se convirtió en un próspero hacendado gracias al sistema de enfiteusis implementado por Bernardino Rivadavia, arrendando unas 35 mil hectáreas y adquiriendo tierras en diversas zonas, incluyendo cerca del Salado, Pila y Ayacucho. Además de su actividad agrícola, diversificó sus negocios con un comercio de artículos importados, un saladero, pulperías y propiedades urbanas.
Permaneció en las aulas de la Universidad hasta poco antes de 1850, y se retiró a la vida privada.
Falleció en Buenos Aires en abril de 1858.